# 毛里西奧·伊斯拉
毛里西奧·伊斯拉（Mauricio Isla，1988年6月12日—），是智利的職業足球運動員，司職右後衛，現效力智利甲組足球聯賽球隊天主教大学。

## 外部連結
- 毛里西奧·伊斯拉在 National-Football-Teams.com 上的出场纪录
- 毛里西奧·伊斯拉 – FIFA國際賽競賽紀錄 (存檔)
- Profile at La Gazzetta dello Sport （页面存档备份，存于） （意大利文）